# 謝存儒
謝存儒（1497年—1563年），字懋玢、懋玠、懋珍，號象岑，湖廣武昌府蒲圻縣人，明朝政治人物。

## 生平
幼通經術，為督學蔡潮所稱讚。嘉靖五年（1526年）三甲進士。授行人司行人，執掌傳旨及冊封事宜，不久升給事中，多次上書論時政急務，為明世宗所讚賞。旋任禮部郎中。擢南昌府知府，升雲南按察司副使，遷雲南右參政、不久轉陝西左參政，歷升陝西按察使、陝西右布政使。升山東左布政使以年饑穀貴，令民兼錢輸漕穀，省漕費過半。嘉靖三十一年（1552年）升都察院右副都御史，巡撫河南，疏請折鈞州陶器價，鈞人立石頌焉。釐革祥符炬夫費，以資軍食。提兵守磁州，北虜不敢南牧。官至南京兵部右侍郎。為政能抑富濟貧，清理積案，廉潔奉公。

## 家族
孙子谢师启（御史、参议）、谢师彦，隆庆辛未科（1571年）同榜进士。